# Neoplocaederus incertus giumbanus
Neoplocaederus incertus giumbanus es una subespecie de escarabajo longicornio del género Neoplocaederus, tribu Cerambycini, subfamilia Cerambycinae. Fue descrita científicamente por MMM.

## Descripción
Mide 22-30 milímetros de longitud.

## Distribución
Se distribuye por Somalia.